# دوني سيمبسون
دوني سيمبسون (بالإنجليزية: Donnie Simpson)‏ هو مقدم برامج إذاعية أمريكي، ولد في 30 يناير 1954 في ديترويت في الولايات المتحدة.

## وصلات خارجية
- دوني سيمبسون على موقع IMDb (الإنجليزية)
- دوني سيمبسون على موقع قاعدة بيانات الفيلم (الإنجليزية)